# Illusion (chanson)
Pour les articles homonymes, voir Illusion (homonymie).
Singles de Benassi Bros & Sandy
Rumenian
(2003) Hit My Heart
(2004)
Illusion est une chanson de musique house du duo de DJs et compositeurs italien Benassi Bros interprétée par la chanteuse Sandy. Le single sort le 3 mars 2004 sous le major Universal.

## Liste des pistes
CD-Maxi
1. Illusion (French Original Radio Edit) - 3:20
2. Illusion (French Sfaction Radio Edit) - 3:35
3. Illusion (Original Extended) - 5:42
4. Illusion (Sfaction Mix) - 5:21

## Classement par pays
| Pays                | Meilleure position |
| ------------------- | ------------------ |
| France              | 12                 |
| Belgique (Wallonie) | 16                 |
| Pays-Bas            | 35                 |
| Belgique (Flandre)  | 38                 |
| Italie              | 50                 |
| Suisse              | 82                 |
| France Club 40      | 1                  |